# Another Place and Time
Az Another Place and Time Donna Summer amerikai énekesnő 1989-ben megjelent nagylemeze. Producerek: Stock Aitken Waterman. Az 1979-es Bad Girls dupla album óta ez volt az énekesnő első (és utolsó) diszkólemeze. Az album Európában sikeresebb volt, mint a tengerentúlon.

## Háttér-információk
Donna Summer a diszkózene királynője volt az 1970-es évek második felében. A műfajjal – és addigi kiadójával, a Casablanca Recordsszal – való szakítás után az 1980-as években többféle zenei stílust kipróbált, hol több, hol kevesebb sikerrel. 1987-es lemeze, az All Systems Go megjelenése után megvált a Geffen Recordstól is, ahová 1980-ban szerződött. Az új cég ugyanis több alkalommal elutasította az énekesnő felvételeit: 1981-es dupla lemeze, az I’m A Rainbow például csak 15 évvel később jelenhetett meg, immár a PolyGram gondozásában, leányvállalatuk, a Mercury embléma alatt. Ők adták ki a She Works Hard for the Money című 1983-as Donna Summer-lemezt is, melyet a Geffen ugyancsak visszautasított. Döntésüket alighanem megbánták, hiszen az LP kimagasló sikert ért el. Pletykák terjengenek arról, hogy Summernek egyéb kiadatlan anyagai maradtak még a Geffennél, mivel 1984 és 1987 között nem jelent meg nagylemeze, ám ezek az állítólagos kiadatlan dalok 2008 elejéig sem kerültek a közönség elé. Ahmet Ertegün, az Atlantic Records elnöke elintézte, hogy az énekesnő a Geffentől átkerüljön az ő cégéhez. Mivel a Geffen és az Atlantic kiadványait egyaránt a WEA forgalmazta Európában, így az átszerződés nem járt terjesztési problémákkal.
Az új menedzsment azt javasolta, hogy Donna készítsen egy lemezt a Stock–Aitken–Waterman-trióval, akik a ’80-as évek második felének legsikeresebb szerző-producerei voltak. Olyan popsztárok karrierjét egyengették, mint Kylie Minogue, Jason Donovan, Rick Astley, Sinitta, Mel and Kim, Hazell Dean, a Dead or Alive, a Big Fun, a Brother Beyond, Princess vagy Mandy Smith, esetenként pedig a műfaj olyan csillagaival készítettek lemezeket, mint Divine, Samantha Fox és Sabrina Salerno. Az Another Place and Time valamennyi dalát a trió komponálta, 3 felvétel szövegét azonban maga Summer írta. A S/A/W hangzású slágerek mellett balladák is helyet kaptak a lemezen. Az album nagy siker lett, főleg Európában: Angliában bekerült a Top 20-ba. A szigetországban „comeback”-ként (visszatérés) fogadták az LP-t, hiszen Summernek a 6 évvel korábbi She Works Hard for the Money album óta nem voltak olyan felvételei, melyek a brit slágerlistára felkerültek volna. Voltak ugyan olyan vélemények, hogy a producerek talán túlzásokba estek, hogy szokatlanul sok (5) dalt adtak ki az LP-ről kislemez formájában, de az album általános fogadtatására nem ez a hangvétel volt jellemző.
Az LP első és legsikeresebb kislemeze a This Time I Know It's for Real volt, amely az Atlanti-óceán mindkét partján bekerült a Top 10-be. A 10 évvel korábbi No More Tears (Enough Is Enough) óta – amely egy duett Barbra Streisanddel – Donnának nem volt Top 10-es slágere Angliában. A második kislemez, az I Don't Wanna Get Hurt Európában szintén sláger lett, de az Egyesült Államokban nem jelent meg kislemezként. A következő két kislemez Amerikában nem lett sikeres, illetve az albumról az utolsó kislemez When Love Takes Over You nem jelent meg USA-ban.
Szó volt arról, hogy Donna még egy lemezt csinál a producer trióval, ám ismeretlen okokból az énekesnő meggondolta magát. A második albumra írt dalok azonban nem mentek veszendőbe: Lonnie Gordon énekelte fel őket saját nagylemeze számára.

## A dalok

### „A” oldal
1. I Don't Wanna Get Hurt – 3:26
2. When Love Takes Over You – 4:12
3. This Time I Know It's for Real – 3:36
4. The Only One – 3:54
5. In Another Place and Time – 3:21

### „B” oldal
1. Sentimental – 3:10
2. Whatever Your Heart Desires – 3:52
3. Breakaway – 4:01
4. If It Makes You Feel Good – 3:45
5. Love's About to Change My Heart – 4:00

Valamennyi dal a Stock–Aitken–Waterman-trió szerzeménye. Az A/3, B/1 és B/2 dalok szövegét Donna Summer írta.

## Közreműködők
- Dee Lewis, Mae McKenna, Mike Stock (háttérvokál)
- George De Angelis, Mike Stock, Matt Aitken (billentyűs hangszerek)
- Matt Aitken (gitár)
- A. Linn (dobok)
- Producer, hangmérnök: Mike Stock, Matt Aitken, Pete Waterman
- Hangmérnök: Karen Hewitt, Yoyo
- Keverés: Pete Hammond
- Maszterelés: Dennis King
- Fotó: Lawrence Lawry
- Design: David Howells
- Címlapterv: Donna Summer, Lawrence Lawry

## Különböző kiadások

### LP
- 1989 Atlantic (7 81917-1, Egyesült Államok)
- 1989 Atlantic (7 81987-4, Egyesült Államok)
- 1989 Atlantic (7 81987-1, Egyesült Államok)
- 1989 WEA International Inc. (255 976-1, Anglia)

### CD
- 1989 Atlantic (7 81987-2, Egyesült Államok)
- 1989 WEA International Inc. (255 976-2, NSZK)

## Kimásolt kislemezek

### 7"
- 1989 This Time I Know It’s for Real / Whatever Your Heart Desires (WEA International Inc., U 7780, Anglia)
- 1989 This Time I Know It’s for Real / Whatever Your Heart Desires (WEA Records Pty Ltd., 7-257780, Ausztrália)
- 1989 This Time I Know It’s for Real / Whatever Your Heart Desires (WEA International Inc., 257780-7, Franciaország)
- 1989 I Don’t Wanna Get Hurt / I Don’t Wanna Get Hurt (Instrumental) (WEA International Inc. U 7567, 257 567-7, NSZK)
- 1989 Love’s About to Change My Heart (Edit) / Love’s About to Change My Heart (Instrumental) (WEA International Inc., 257 494-7, NSZK)

### 12"
- 1989 This Time I Know It’s for Real (Extended Version) / Whatever Your Heart Desires / This Time I Know It’s for Real (Instrumental) (WEA Records, 257 779-0, NSZK)
- 1989 This Time I Know It’s for Real (Extended Version) / Whatever Your Heart Desires / This Time I Know It’s for Real (Instrumental) (WEA International Inc., U7780 T, Anglia)
- 1989 This Time I Know It’s for Real (Extended Version) / Whatever Your Heart Desires / This Time I Know It’s for Real (Instrumental) (WEA International Inc., SAM 521, Anglia)
- 1989 This Time I Know It’s for Real (Extended Remix) / If It Makes You Feel Good  (LP Version) / This Time I Know It’s for Real (Atlantic, 0-86415, Egyesült Államok)
- 1989 This Time I Know It’s for Real (Extended Remix) / If It Makes You Feel Good  (LP Version) / This Time I Know It’s for Real (Atlantic, DMD 1333, Egyesült Államok, promóciós lemez)
- 1989 This Time I Know It’s for Real (LP Version) / This Time I Know It’s for Real (Instrumental) / This Time I Know It’s for Real (Remix) (Atlantic, 7864150, Egyesült Államok)
- 1989 I Don’t Wanna Get Hurt (Extended Version) / I Don’t Wanna Get Hurt (Instrumental) / Dinner with Gershwin (WEA International Inc., U 7567 T, Anglia)
- 1989 Breakaway (The Extended Power Mix) / Breakaway (The Power Radio Mix) / I Don’t Wanna Get Hurt (12" Version) (Atlantic, DMD 1431, Egyesült Államok, promóciós lemez)
- 1989 Breakaway (The Extended Power Mix) / Breakaway (The Power Radio Mix) / I Don’t Wanna Get Hurt (12" Version) (Atlantic, 0-86255, Egyesült Államok)
- 1989 Breakaway (Remix Full Version) / Breakaway (Remix Edit) / Love Is in Control (Finger on the Trigger) (WEA International Inc., U3308T, Anglia)
- 1989 Love’s About to Change My Heart (Extended Remix) / Love’s About to Change My Heart (Instrumental) / Jeremy (WEA International Inc., U 7494 (T), Anglia)
- 1989 Love’s About to Change My Heart (Extended Remix) / Love’s About to Change My Heart (Instrumental) / Jeremy (WEA International Inc., 257 493-0, NSZK)
- 1989 Love’s About to Change My Heart (PWL 12" Mix) / Love’s About to Change My Heart (PWL 7" Mix) / Love’s About to Change My Heart (Clivilles & Cole 12" Mix) / Love’s About to Change My Heart (Dub 2) / Love’s About to Change My Heart (Clivilles & Cole 7" Mix) (Atlantic, 0-86309, Egyesült Államok)
- 1989 Love’s About to Change My Heart (Clivilles & Cole 12" Mix) / Love’s About to Change My Heart (Dub 2) / Love’s About to Change My Heart (Clivilles & Cole 7" Mix) (WEA International Inc., U 7494 TX, Anglia)
- 1989 When Love Takes Over You (Extended Remix) / When Love Takes Over You (Instrumental) / Bad Reputation (WEA International Inc., U7361T, Anglia)
- 1989 When Love Takes Over You (Extended Remix) / When Love Takes Over You (Instrumental) / Bad Reputation (WEA International Inc., 257 360-0, NSZK)

### CD
- 1989 This Time I Know It’s for Real / Whatever Your Heart Desires / This Time I Know It’s for Real (Extended Version) (TELDEC, WEA International Inc., 257 778-2, U7780CD, NSZK)
- 1989 I Don’t Wanna Get Hurt (Extended Version) / Dinner with Gershwin / I Don’t Wanna Get Hurt (Instrumental) (WEA International Inc., 257 565-2, NSZK)
- 1989 Love’s About to Change My Heart (PWL 7" Mix) / Love’s About to Change My Heart (Clivilles & Cole 7" Mix) / Love’s About to Change My Heart (LP Version) / Love’s About to Change My Heart (PWL 12" Mix) / Love’s About to Change My Heart (Clivilles & Cole 12" Mix) (Atlantic, PR 2876-2, Egyesült Államok, promóciós lemez)

## Az album slágerlistás helyezései
- Anglia: Legmagasabb pozíció: 17. hely
- Egyesült Államok, pop: Legmagasabb pozíció: 53. hely
- Egyesült Államok, R&B: Legmagasabb pozíció: 71. hely
- Japán: Legmagasabb pozíció: 92. hely
- Németország: Legmagasabb pozíció: 49. hely
- Svájc: 1989. április 16-ától 1 hétig. Legmagasabb pozíció: 23. hely
- Svédország: 1989. március 22-étől 8 hétig. Legmagasabb pozíció: 16. hely

## Legnépszerűbb slágerek
- This Time I Know It’s for Real

Anglia: 1989. február. Legmagasabb pozíció: 3. hely

Ausztrália: Legmagasabb pozíció: 34. hely

Egyesült Államok: Legmagasabb pozíció: 7. hely

Egyesült Államok, AC: Legmagasabb pozíció: 2. hely

Egyesült Államok, dance: Legmagasabb pozíció: 5. hely

Hollandia: Legmagasabb pozíció: 5. hely

Írország: Legmagasabb pozíció: 4. hely

Japán: Legmagasabb pozíció: 20. hely

NSZK: Legmagasabb pozíció: 15. hely

Norvégia: 1989. A 14. héttől 8 hétig. Legmagasabb pozíció: 3. hely

Svédország: 1989. március 22-étől 4 hétig. Legmagasabb pozíció: 12. hely
- I Don’t Wanna Get Hurt

Anglia: 1989. május. Legmagasabb pozíció: 7. hely

Hollandia: Legmagasabb pozíció: 30. hely

Írország: Legmagasabb pozíció: 3. hely

NSZK: Legmagasabb pozíció: 25. hely
- Love’s About to Change My Heart

Anglia: 1989. augusztus. Legmagasabb pozíció: 20. hely

Ausztrália: Legmagasabb pozíció: 83. hely

Egyesült Államok: Legmagasabb pozíció: 85. hely

Egyesült Államok, dance: Legmagasabb pozíció: 3. hely

Írország: Legmagasabb pozíció: 11. hely
- When Love Takes Over You

Anglia: Legmagasabb pozíció: 72. hely
- In Another Place and Time

Ausztrália: Legmagasabb pozíció: 24. hely
- Breakaway

Anglia: Legmagasabb pozíció: 49. hely

## Lásd még
- Lady of the Night
- Love to Love You Baby
- A Love Trilogy
- Four Seasons of Love
- I Remember Yesterday
- Once Upon a Time
- Live and More
- Bad Girls
- The Wanderer
- Donna Summer
- She Works Hard for the Money
- The Dance Collection: A Compilation of Twelve Inch Singles
- The Donna Summer Anthology